# Interdictor

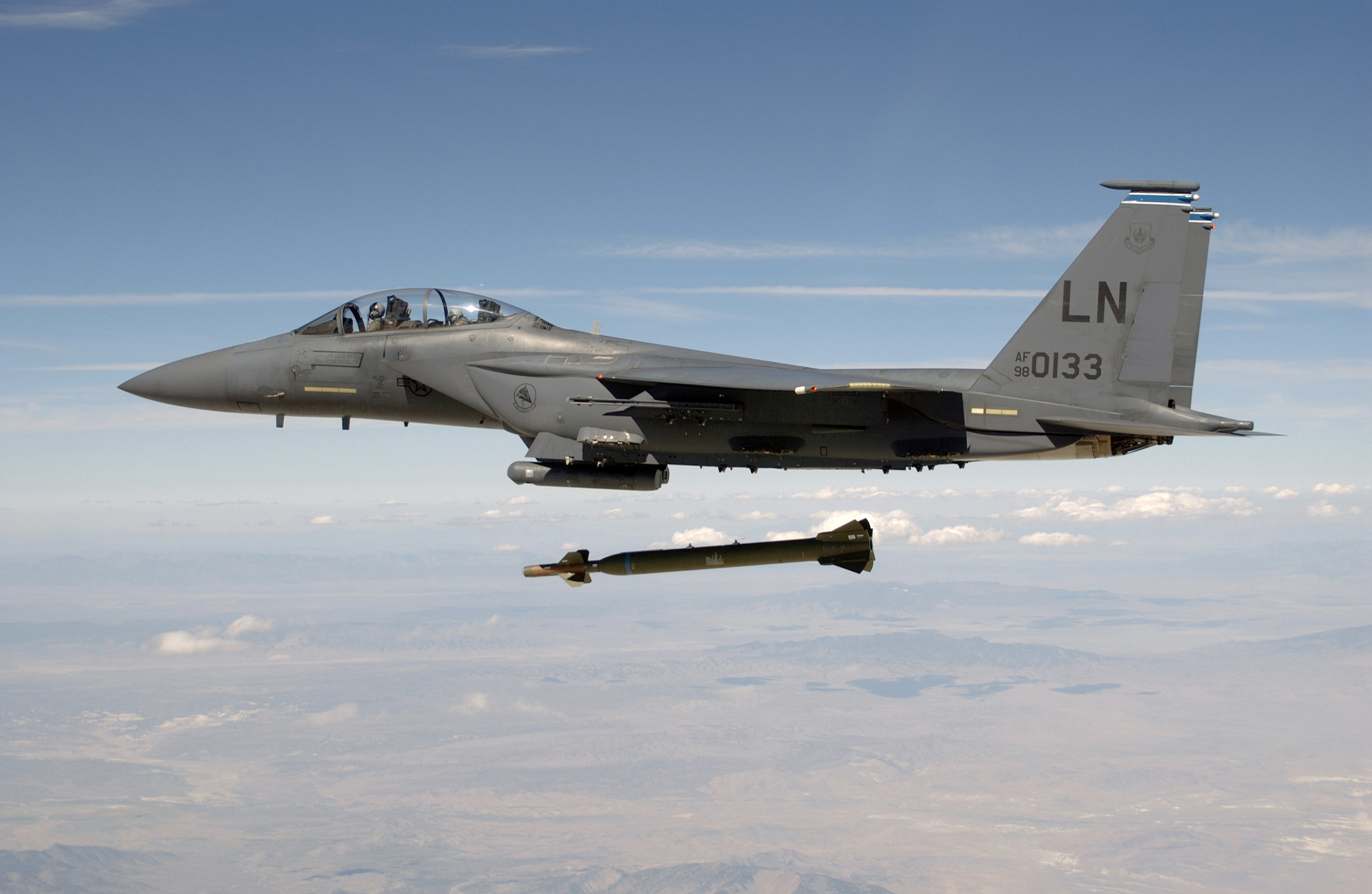
Un avión caza lanzando una bomba guiada GBU-28.

La palabra interdictor hace referencia de la persona que causa o ejecuta una interdicción con la intención de inhabilitar a terceros. Un caza interdictor es un tipo de avión de ataque a superficie, que funciona muy por detrás de las líneas enemigas, con la intención expresa de ejecutar ataques específicos a objetivos militares o recursos enemigos, más allá del alcance visual BVR (Beyond Visual Range), para sistemáticamente inhabilitar al oponente (Interdicción aérea). Por otro lado, la característica más distintiva de este tipo de aviones, es la posibilidad de constituirse como una plataforma aérea de lanzamiento de misiles de larga distancia, cohetes y torpedos submarinos. Suelen estar bien equipados con armamento "quirúrgico", potentes radares para el rastreo y hasta capacidad de guerra electrónica. 
El término en general ha caído en desuso, sin embargo el concepto de caza adelantado es un concepto estrechamente relacionado, pero estos aviones ponen un poco más de énfasis en las capacidades de combate aire-aire como un caza polivalente multipropósito. También existe una estrecha relación con los caza de combate naval porque estos cumplen constantemente con misiones de interdicción a superficie marina o submarina. 
Como ejemplo de este tipo de avión tenemos al Panavia Tornado IDS (sin confundirlo con el Panavia Tornado ADV), que fue construido para tareas de interdicción operando en rangos más cortos en el teatro europeo. También los soviéticos Mig-23, Sukhoi Su-24 y el avión caza británico TSR-2 fueron diseños de interdictores similares.  Actualmente destacan los Sukhoi Su-34 y el F-18 Super Hornet que tiene un carácter mucho más polivalente. 
Un claro ejemplo de avión caza hecho para ser una plataforma de ataque aéreo es el F-35 Lightning II, que ha sido concebido con la tarea de reemplazar y dar de baja a los legendarios F-18 Hornet. 

## Armamento
Las misiones de interdicción permiten que los aviones caza se conviertan en plataformas de lanzamiento aéreo y pueden cargar un amplio espectro de armas como las siguientes (entre otras): 
| Armamento aire-aire       |                                        |
| Armamento aire-superficie |                                        |
| Misiles antibuque         | AS.34 Kormoran Sea Eagle               |
| Misiles antirradiación    | AGM-88 HARM ALARM                      |
| Misiles antitanque        | Brimstone                              |
| Misiles de crucero        | Storm Shadow Taurus KEPD 350           |
| Bombas guiadas            | Paveway II Paveway III Paveway IV JDAM |
| Bombas guiadas            | GBU-28                                 |